# 양덕록
양덕록(權應銖, 1546년 ~ 1608년)는 조선 중기의 학자로 정유재란 및 정묘호란에 의병장으로 참가하였다.

## 생애
조선 평안도 중화에서 태어났으며, 양반 혹은 중인으로 추정되나 과거시험을 보지 않고 학자로 활동하였다. 그의 나이가 39살이 되던 해 임진왜란이 발생하여, 평안도 지역에서 의병장으로 활동하였다. 그의 나이 75살에는 정묘호란이 발생하여 문묘의 위패를 들고 유생들과 피난을 가기도 하였다.